# Marrupa (distrito)

localização do distrito de Marrupa em Moçambique

Marrupa é um distrito situado na província de Niassa, em Moçambique, com sede na vila de Marrupa. Tem limite, a norte com o distrito de Mecula, a oeste com os distritos de Majune e Mavago, a sul com os distritos de Nipepe e Maúa e a este com os distritos de Mueda e Balama da província de Cabo Delgado.

## Demografia
Em 2007, o Censo indicou uma população de 53 649 residentes. Com uma área de 17 730  km², a densidade populacional rondava os 3,03 habitantes por km². Esta população representa um aumento de 33,5% em relação aos 40 199 habitantes registados no Censo de 1997.

## Divisão administrativa
O distrito está dividido em três postos administrativos (Marrangira, Marrupa e
Nungo), compostos pelas seguintes localidades:
- Posto Administrativo de Marrangira:
  - Marrangira e
  - Nantete
- Posto Administrativo de Marrupa:
  - Marrupa (Vila)
  - Messalo
  - Messenguesse e
  - Pringilane
- Posto Administrativo de Nungo:
  - Nungo